# Каноса (Ређо Емилија)
Каноса је насеље у Италији у округу Ређо Емилија, региону Емилија-Ромања.
Према процени из 2011. у насељу је живело 22 становника. Насеље се налази на надморској висини од 23 м.